# Krister Petersson (tecknare)
Krister Petersson, född 21 juli 1956 i Nävragöl norr om Karlskrona, är en svensk tecknare, manusförfattare och skapare till serierna Uti vår hage (sedan 1983) samt Vi å pappa. Dessa båda serier ingick fram till 2002 i serietidningen 91:an, varefter de flyttades till den egna tidningen.
Petersson har även gjort många populära 91:an-avsnitt, hans tecknarstil känns bland annat igen på den detaljrika bakgrunden med figurernas placering fokuserad till bildens centrum (kraftiga linjer är ett annat kännetecken).
Petersson är gift och har två söner, som ibland assisterat honom som tuschare och textare.